# Cosimo Fanzago

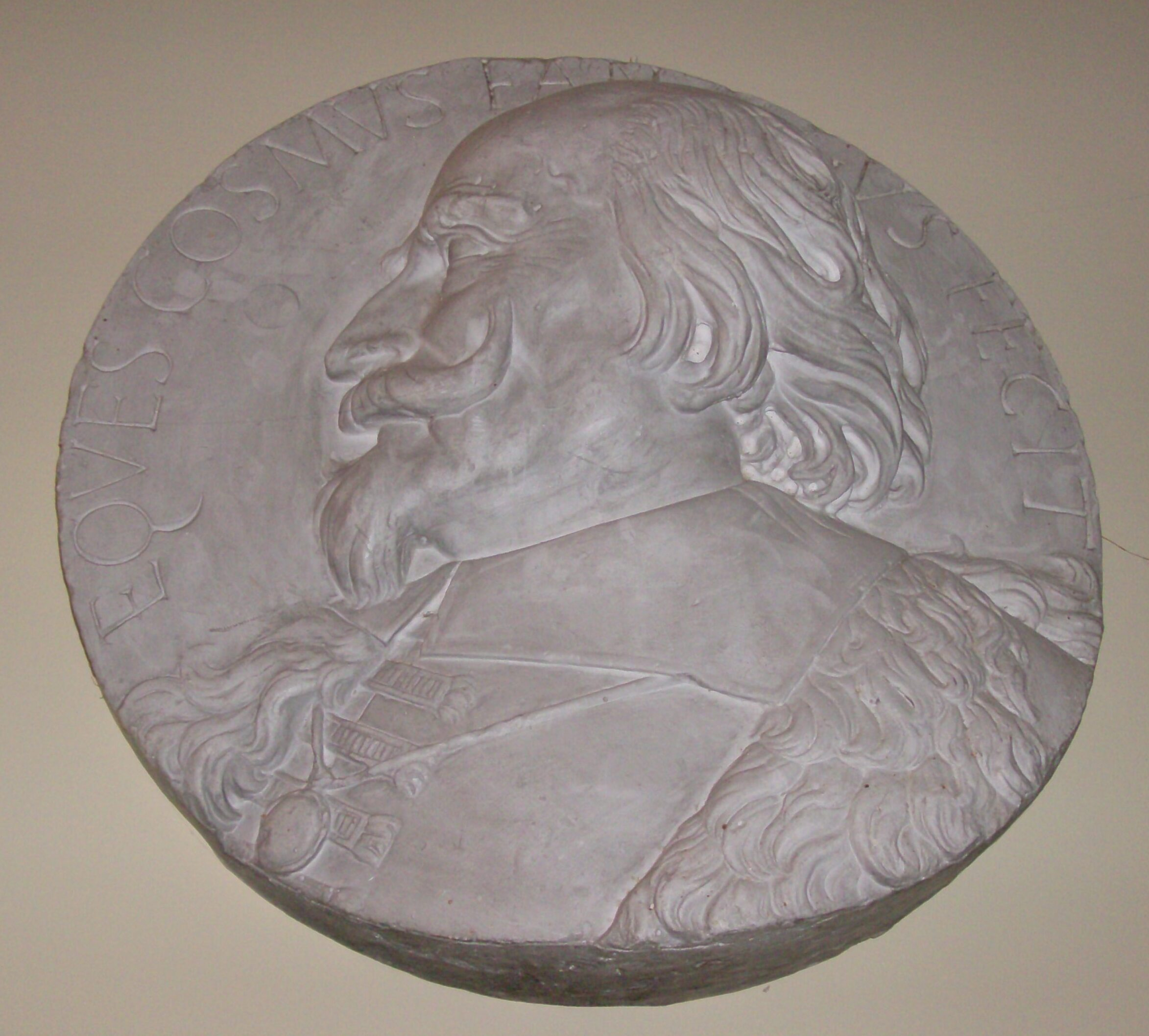
Selbstbildnis von Cosimo Fanzago, Privatsammlung

Cosimo Fanzago (getauft am 13. Oktober 1591 in Clusone; gestorben am 13. Februar 1678 in Neapel) war ein italienischer Architekt, Bildhauer und Dekorateur. Er gilt als bedeutendster Exponent des Barock in Neapel, insbesondere im Bereich der Innendekoration, wo er einen eigenen blumigen Stil von polychromen Marmorinkrustationen schuf.

## Biografie

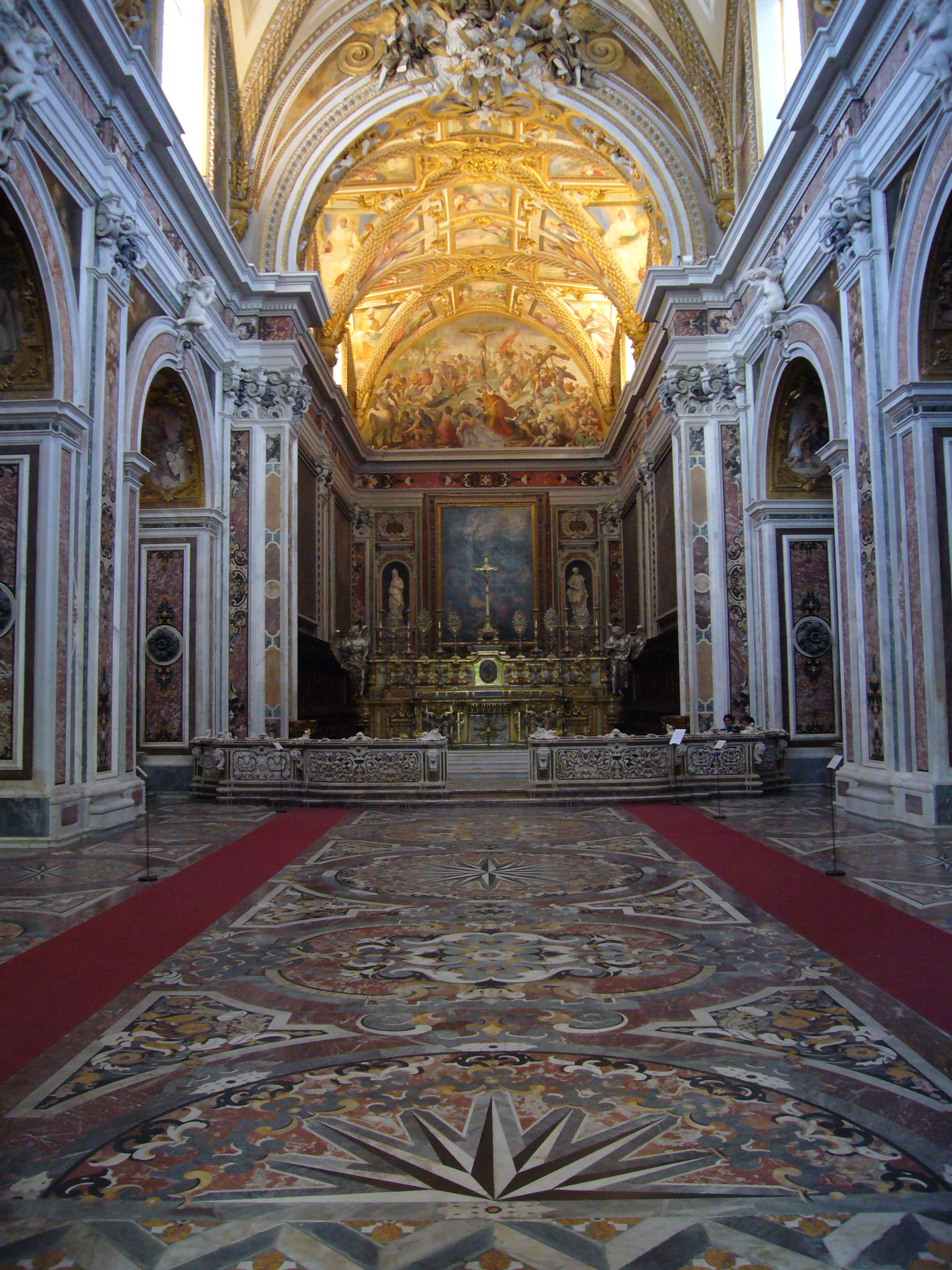
Die Certosa di San Martino in Neapel ist Fanzagos Hauptwerk, wo er vor allem den Marmordekor entwarf und schuf.

Fanzago wurde in Clusone bei Bergamo als Kind von Ascenzio Fanzago und Lucia Bonicelli geboren. In seiner Familie gab es bereits seit mehreren Generationen eine künstlerische Tradition von Bildhauern, insbesondere im Bronzeguss, bekannt sind seine Vorfahren Alessio, Giannantonio, Marino, und vor allem der Ingenieur und Mathematiker Pietro Fanzago.
In einem Dokument von 1612 berichtet Cosimo selber, dass er etwa vier Jahre zuvor, also 1608, nach Neapel gekommen sei, „...um die Kunst der Marmorskulptur zu erlernen, und wohne im Haus von Pompeo Fanzago, meinem Onkel väterlicherseits...“. Das besagte Dokument vom 12. August 1612, ist ein Arbeitsvertrag mit Angelo Landi, einem Bildhauer aus Florenz. Nur wenige Wochen später, am 23. September desselben Jahres, heiratete Cosimo Fanzago die Tochter Landis, Felicia. Die Ehe brachte vier Kinder hervor: Caterina Vittoria, Ascenzio, Ursula und Carlo; seine Frau starb 1645.
Sein erstes wichtiges Werk war das Grabmonument des Mario Carafa, eines Verwandten des Kardinals Carafa. Sein architektonisches Debüt war der Plan zur Kirche San Giuseppe dei Vecchi in San Potito (vollendet 1669).
Fanzago erhielt Aufträge u. a. von den Jesuiten, für die er ab 1618 an San Francesco Saverio arbeitete, und im Laufe von Jahrzehnten entscheidend an der Dekoration von Gesù Nuovo beteiligt war. Zu den absoluten Haupt- und Meisterwerken von Fanzago gehört die Certosa di San Martino, wo er von 1623 bis 1656 mit essentiellen Arbeiten am Kreuzgang, im Kircheninneren und an der Fassade, sowie im Appartement des Priors involviert war; anfangs arbeitete er dabei zusammen mit Gian Giacomo Conforto (bis 1627), ab 1630 bis 1656 leitete er die Arbeiten an der Certosa. Nach seinen Plänen wurde auch das Bronzeportal zur Cappella di S. Gennaro im Dom von Neapel realisiert (1630–1668 von G. Monte), er selber schuf für die gleiche Kapelle eine Bronzestatue der Heiligen Teresa.
Ende der 1620er Jahre hatte Fanzago verschiedene Projekte außerhalb Neapels: er arbeitete zwischen 1626 und 1631 in der Abtei von Montecassino,  und ist 1629–1630 in Venedig, wo er den Hauptaltar für San Nicola al Lido schuf;  er war außerdem am Bau mehrerer Kirchen in Bergamo beteiligt.
Fanzagos Erfolg war in den 1630er Jahren bereits so groß, dass er 1636 im Auftrag des Vizekönigs Manuel de Zúñiga y Fonseca, conte di Monterrey, die Pläne für Torgitter und Kanzel der nach Plänen von Picchiatti ab 1633 erbauten Augustinerkirche in Salamanca (Spanien) lieferte. Der nächste Vizekönig Ramiro Nuñez de Guzmán, duca de Medina, bat ihn 1640 um die Ausführung der Porta Medina in Neapel.
1647 wurde Fanzago in die Geschehnisse um die bekannte Revolte des Masaniello verstrickt. Am 13. Juli 1647 wurden die dem Volk gewährten Rechte festgelegt und der spanische Vizekönig Rodrigo Ponce de León, Herzog von Arcos, darauf vereidigt, und man beschloss, Kapitel und Privilegien öffentlich auf dem Marktplatz in einem Epitaph zu präsentieren. Cosimo Fanzago erhielt den Auftrag für dieses sogenannte Epitaffio del Mercato (auf der Piazza del Mercato) durch den Duca d’Arcos auf Wunsch von Masaniello.  Die Arbeit blieb jedoch unvollendet und wurde 1800 abgerissen. Fanzago wurde vorgeworfen, mit der spanischen Fremdherrschaft zu kollaborieren, und er war gezwungen, aus Neapel zu fliehen.
In den folgenden Jahren bis 1655 lebte er meist in Rom, wo er u. a. Aufträge anlässlich des Jubeljahres 1650 im Petersdom erhielt, außerdem in San Lorenzo in Lucina, Santo Spirito dei Napoletani (die Fassade, 1853 zerstört), in Sant’Agostino (für die er später 1660 ein zweites Weihwasserbecken schuf), Sant’Isidoro (cappella di S. Antonio), Santa Maria in Via Lata, und für das Refektorium der Kirche SS. Trinità dei Pellegrini (Portal). Virgilio Spada, der Hauptmäzen von Borromini, ließ Fanzago außerdem seine Familienkapelle in San Girolamo della Carità dekorieren (1655).

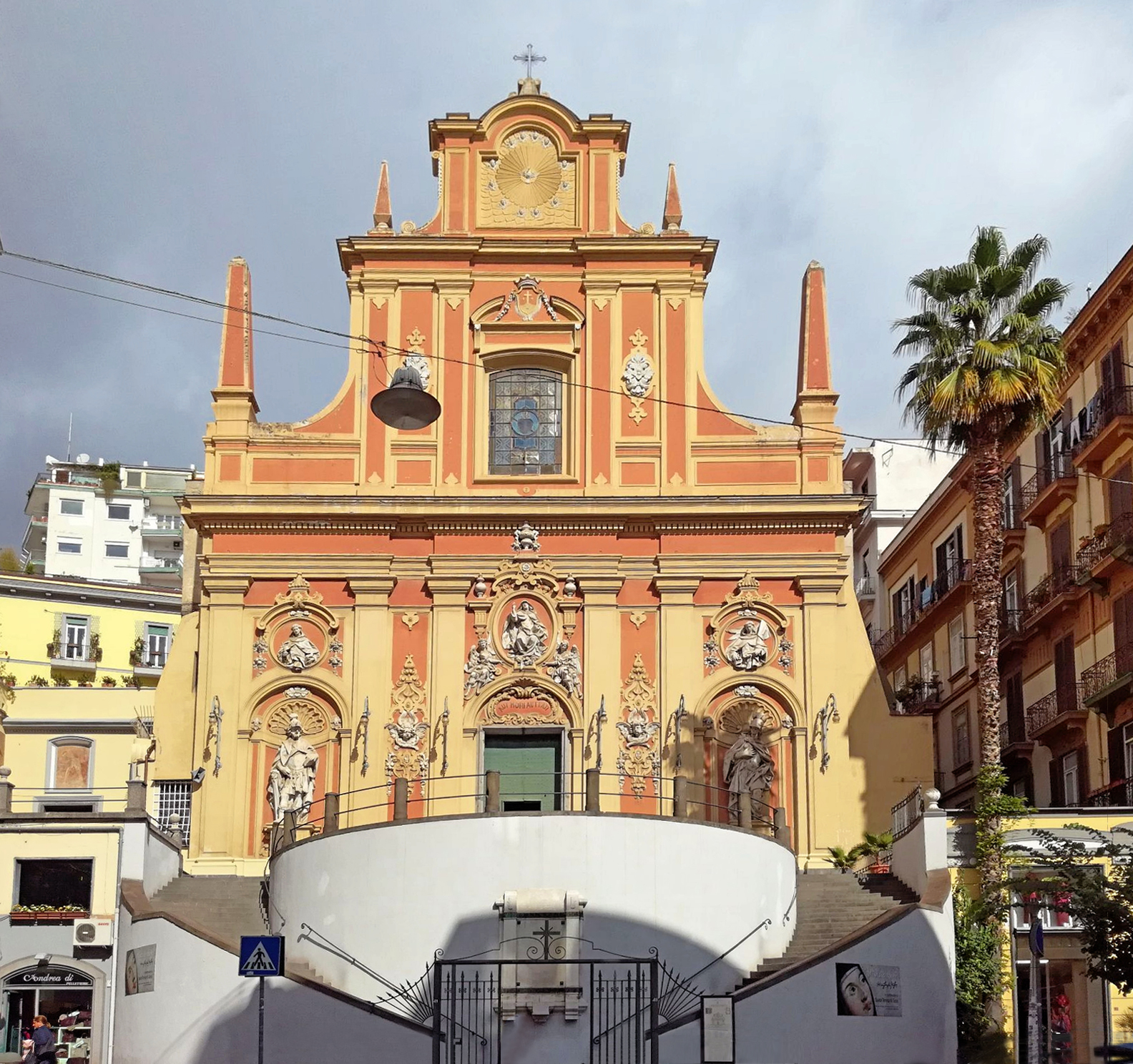
Santa Teresa a Chiaia, Neapel

Wieder in Neapel arbeitete Fanzago teilweise zusammen mit Francesco Antonio Picchiatti, u. a. an der Fassade zum Pio Monte della Misericordia (1666) und bei der Restauration von Kirche und Konvent Santa Maria dei Miracoli (1675, mit D. Tango und D. Lazzari).
Fanzago prägte im Laufe seines Lebens das Stadtbild von Neapel nicht nur durch zahlreiche und bedeutende Arbeiten für Kirchen und Kapellen, sondern auch durch verschiedene Brunnenanlagen: die Fontana dello Spirito Santo (1618–1620, verloren); die Fontana del Nettuno (oder Medina) (1634–1639 mit den Söhnen Ascenzio und Carlo); und die Fontana del Sebeto (1635–1637, mit S. Rapi und Carlo Fanzago); außerdem einige Pestsäulen: die Guglia di San Gennaro (1637–1660) und die Guglia di San Domenico (1665–1666; letztere zusammen mit Picchiatti). Auf dem Gebiet der Profanarchitektur wirkte er ab 1637 bei diversen Projekten in der Via Toledo, manchmal verbunden mit Grundstücksinvestitionen (Palazzo Zevallos Stigliano, 1639–1663; Palazzo Maddaloni). Er arbeitete auch am Palazzo Spinelli, ab 1642–1643 am Palazzo der Donn’Anna Carafa, Gattin des Vizekönigs des Herzogs von Medina, in Posilippo, und an der Loggia des Palazzo Maddaloni (nach 1652, vielleicht 1664).
Fanzago entwarf außerdem die Pläne zu Santa Teresa a Chiaia, und für zahlreiche Kirchen und andere Projekte in Süditalien: in Avellino und für die Certosa von Padula (Kampanien); in Barletta (Apulien); in Soriano Calabro, Badolato und in der Certosa von S. Stefano del Bosco (in Kalabrien); sowie in Pescocostanzo (Abruzzen). Seine letzte große Kirche war Santa Maria Maggiore della Pietrasanta in Neapel (1653 bis 1675).
Cosimo Fanzago starb 1678 mit 87 Jahren und wurde am 13. Februar in der Kirche S. Maria d’Ognibene bestattet. Zu seinen Schülern gehörte Lorenzo Vaccaro.

## Werk und Bedeutung

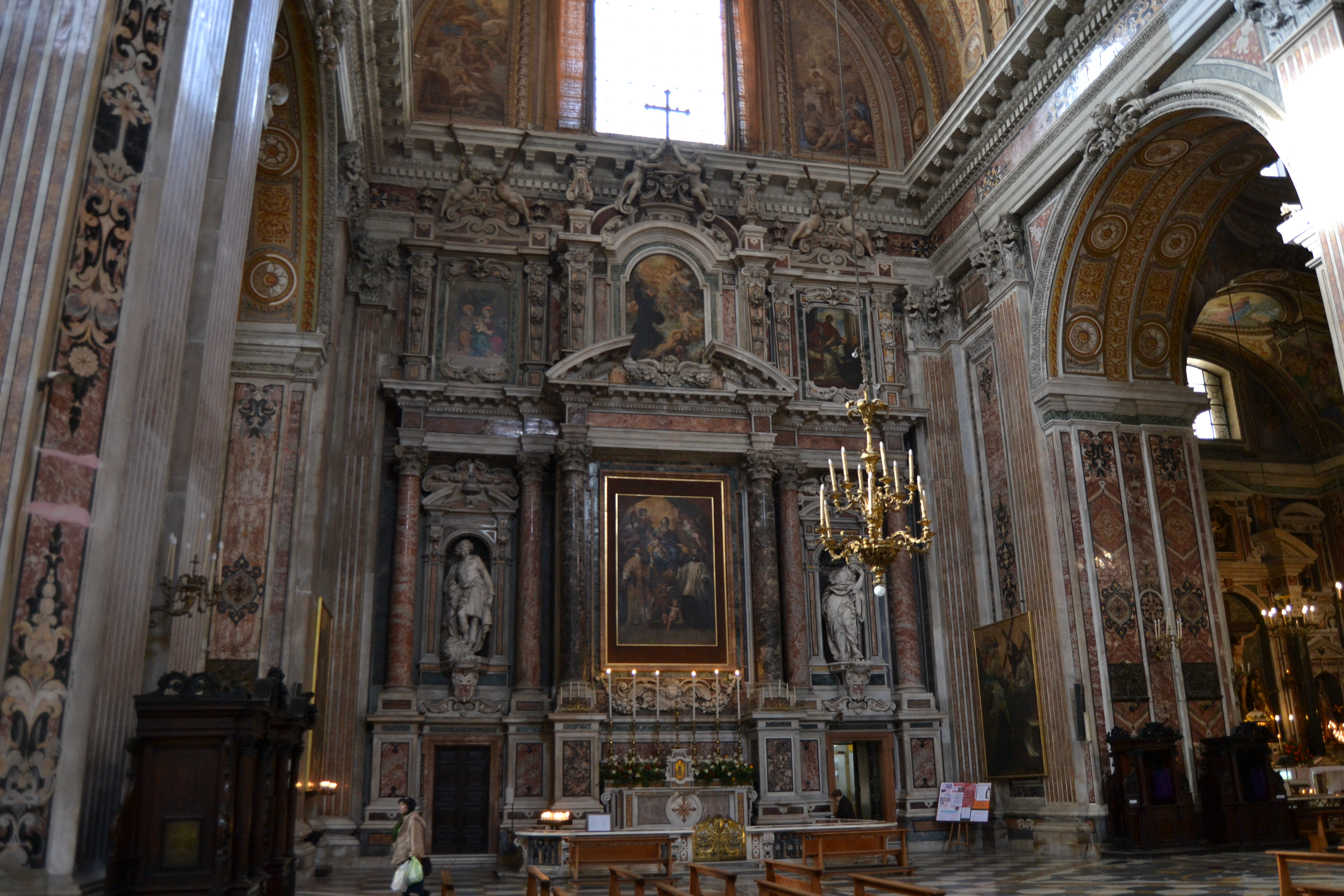
Die Kapelle des Heiligen Ignatius von Loyola in Gesù Nuovo. Von Fanzago stammt der gesamte architektonische Aufbau und die Marmorinkrustationen, einschließlich der beiden Skulpturen von David und Jeremias an den Seiten des Altars (1643 bis 1654)

Als Fanzago nach Neapel kam, wurde die Bildhauer-Szene vor allem durch toskanische Künstler dominiert, wie Landi, Felice de Felice, Vitale Finelli, oder auch Pietro Bernini (der Vater von Gian Lorenzo), der jedoch bereits 1607 nach Rom gegangen war. Diese Künstler waren noch von einem „klassizistischen Manierismus“ geprägt, jedoch bereits mit beginnenden Zügen eines naturalistischen Barock.
Auf dieser Basis erfand Fanzago insbesondere auf dem Gebiet der Marmorinkrustation einen eigenen üppigen und virtuosen Stil, der durch extreme Eleganz und naturalistische Formen, durch eine Kombination aus floralen und geometrischen Motiven, und durch eine virtuose Handhabung chromatischer Farbabstufungen geprägt ist.
Seine Originalität und die Neuheit seiner “architettura/decorazione” oder seiner „semidekorativen“ Kunst (arte semidecorativa) wurde von der Kunstkritik des 20. Jahrhunderts allgemein anerkannt. Alle Kunsthistoriker sind sich außerdem einig, dass durch Fanzagos Erfindungen in San Martino und anderswo ein eigener Stil entstand, „der sich im siebzehnten Jahrhundert kontinuierlich weiterentwickelte, und nicht nur typisch für Neapel, sondern einheitlich und spezifisch für den gesamten Süden Italiens war“.
Eine Einschätzung von Fanzagos architektonischem Wirken ist generell schwieriger, weil es weder sakrale noch zivile Bauten gibt, die gänzlich von seiner Hand stammen: er war häufig in Projekte involviert, die bereits von anderen begonnen worden waren, und seine eigenen Entwürfe wurden normalerweise von anderen zu Ende geführt, ohne dass genauere Pläne erhalten wären. Grundsätzlich scheint Fanzago bei den von ihm entworfenen Kirchen eine Vorliebe für die Form des griechischen Kreuzes gehabt zu haben, sichtbar z. B. an der Chiesa dell’Ascensione (1626–1645) und auch – mit einer leichten Betonung der Längsachse – an Santa Maria dei Monti (begonnen 1628), in San Giuseppe dei Vecchi in San Potito (ab 1634), und in Santa Maria Maggiore della Pietrasanta (vor 1634 begonnen).
Hauptwerke (Auswahl):
- Zahlreiche Arbeiten in der Certosa di San Martino (Fassade, Kirchenschiff, Kreuzgang), Neapel
- Die beiden großen Kapellen des Querschiffs und andere Arbeiten in Gesù Nuovo, sowie das Eingangsportal des Jesuitenkollegs in Neapel
- Die barocke Dekoration der Abtei Montecassino (im Zweiten Weltkrieg zerstört, später teilweise rekonstruiert)
- Verschiedene Kirchen in Neapel: San Ferdinando, Santa Teresa a Chiaia, Chiesa dell’Ascensione a Chiaia, Santa Maria Maggiore alla Pietrasanta, die Basilica San Giorgio Maggiore.
- Fassaden der Kirchen San Giuseppe a Pontecorvo und Santa Maria degli Angeli alle Croci in Neapel.
- Das Santuario di Santa Maria dei Miracoli in Andria
- Das Bronzegitter der Cappella del Tesoro di San Gennaro im Dom von Neapel.
- Apsis und Hauptaltar und andere Arbeiten in Santa Maria del Carmine Maggiore, Neapel.
- Die Hauptaltäre in den Kirchen Santa Maria di Costantinopoli, Santa Maria la Nova, San Domenico Maggiore, San Pietro a Majella, und Ss. Severino e Sossio, Neapel
- Altar des Allerheiligsten in der Kathedrale von Palermo
- Hauptaltar der Basilica Concattedrale di Sant’Agata in Gallipoli.
- Verschiedene Kapellen in neapolitanischen Kirchen: die Cappella Firrao in San Paolo Maggiore, die Cappella di Santa Teresa in Santa Teresa agli Studi, die Cappella De Caro Cacace und die große Kapelle des Heiligen Antonius in San Lorenzo Maggiore (ca. 1640–1650), die Kapelle der heiligen Teresa d’Avila in der Kirche Santa Teresa degli Scalzi (1640).
- der Palazzo Zevallos und der Palazzo Carafa di Maddaloni in Neapel
- Der sogenannte Palazzo di Donn’Anna in Posillipo.
- Restaurierung des Complesso di San Gaudioso
- Die Guglia di San Gennaro, Neapel
- die Fontana del Sebeto, Neapel
- Großer Kreuzgang und Friedhof in der Certosa di Padula
- Der Plan für die Basilica Santa Maria Egiziaca in Pizzofalcone wird ebenfalls Fanzago zugeschrieben.

## Bildergalerie

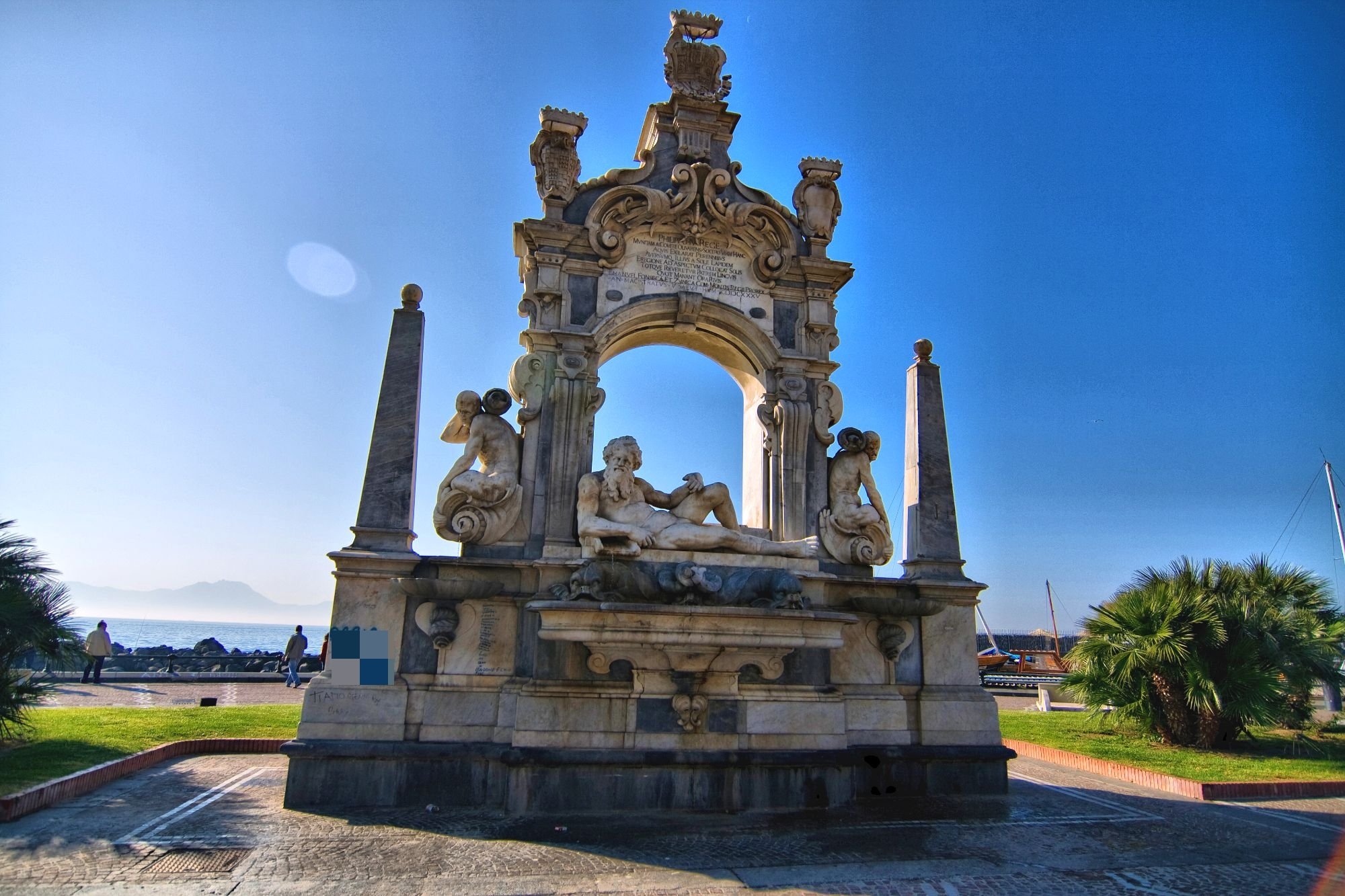
Die Fontana del Sebeto in Neapel
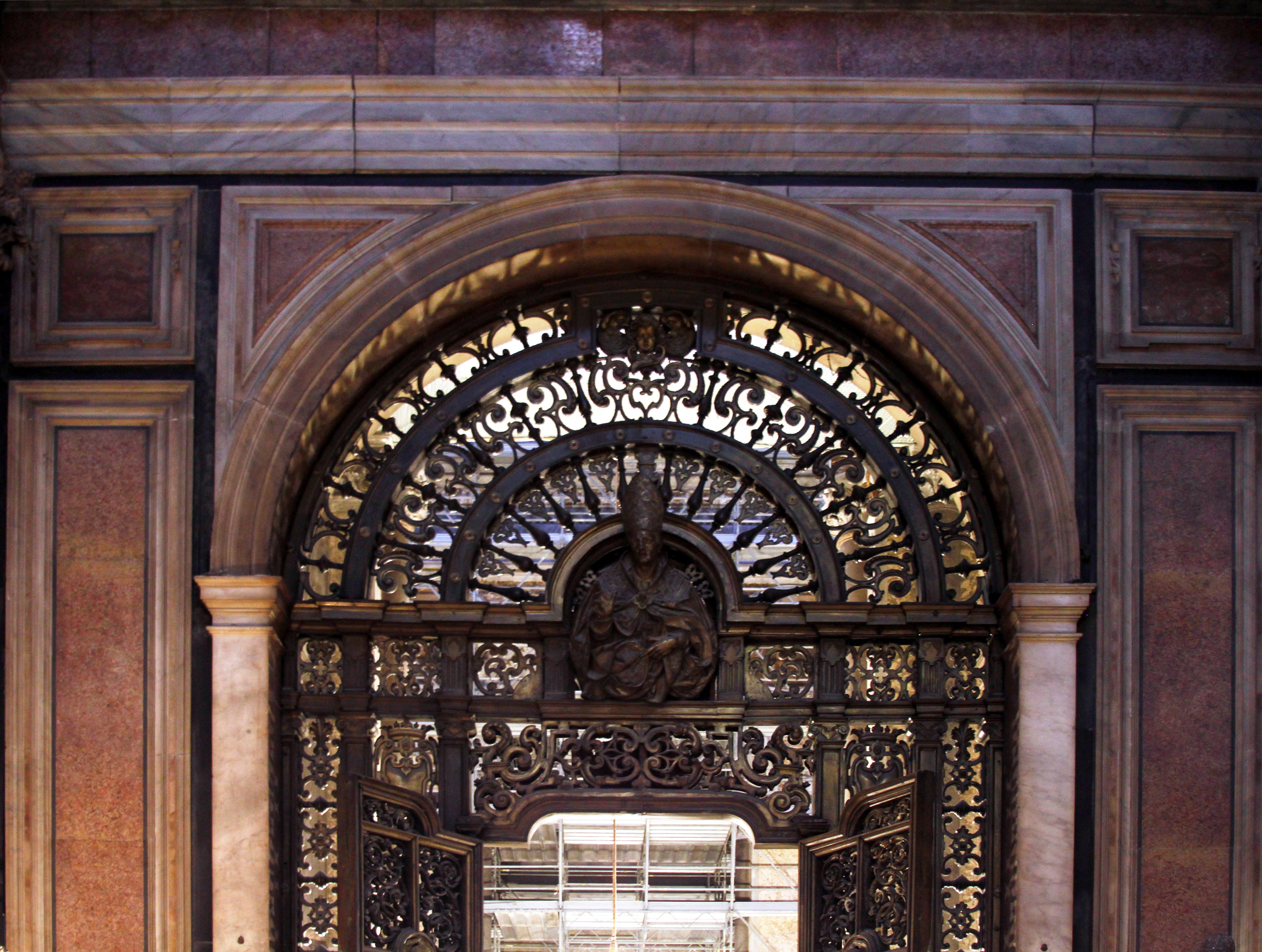
Eingangsportal der Cappella di San Gennaro im Dom von Neapel
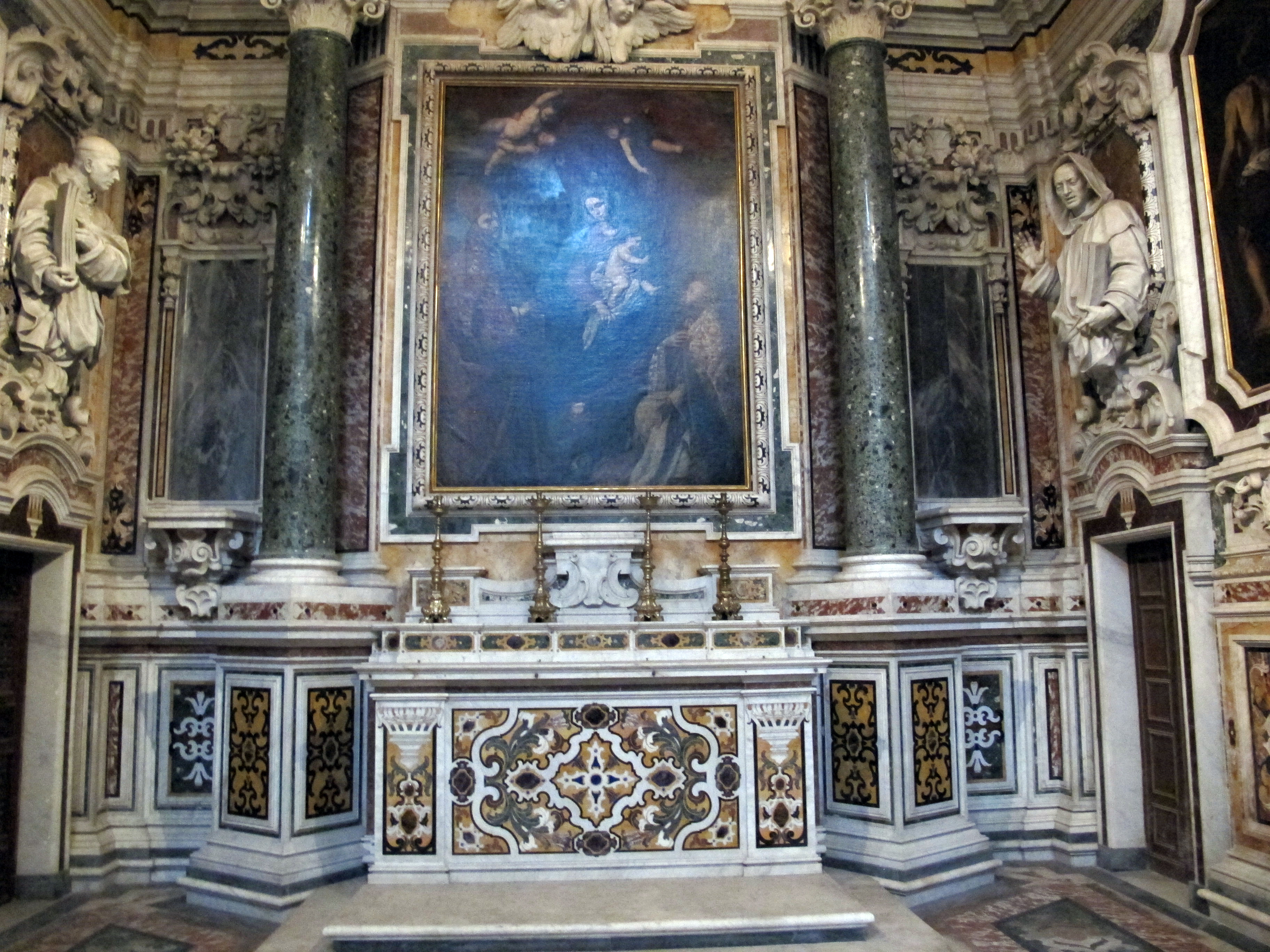
Die Cappella di Sant’Ugo in der Certosa di San Martino, Neapel
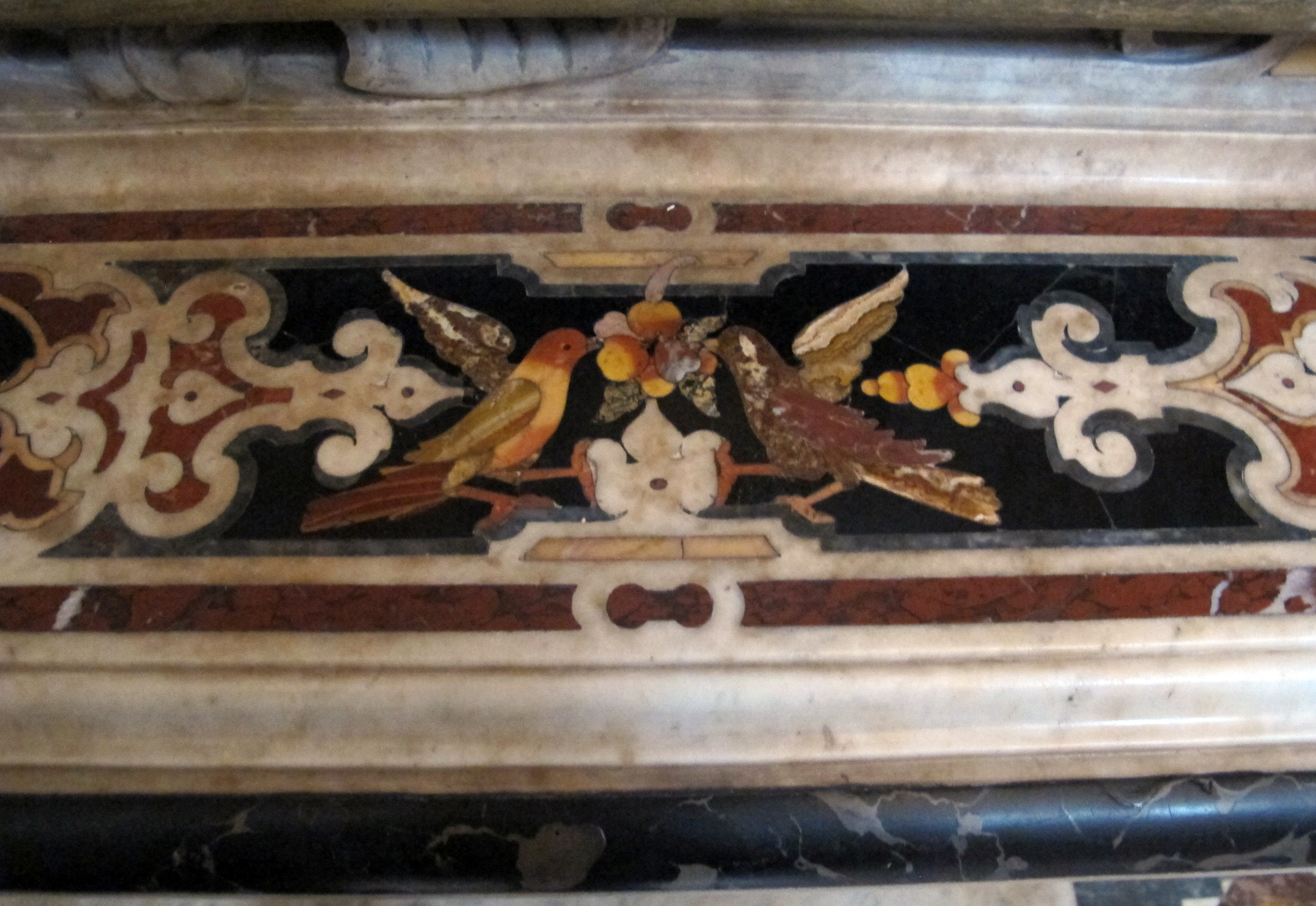
Intarsien an der Balustrade der Cappella di San Gennaro in der Certosa di San Martino, Neapel
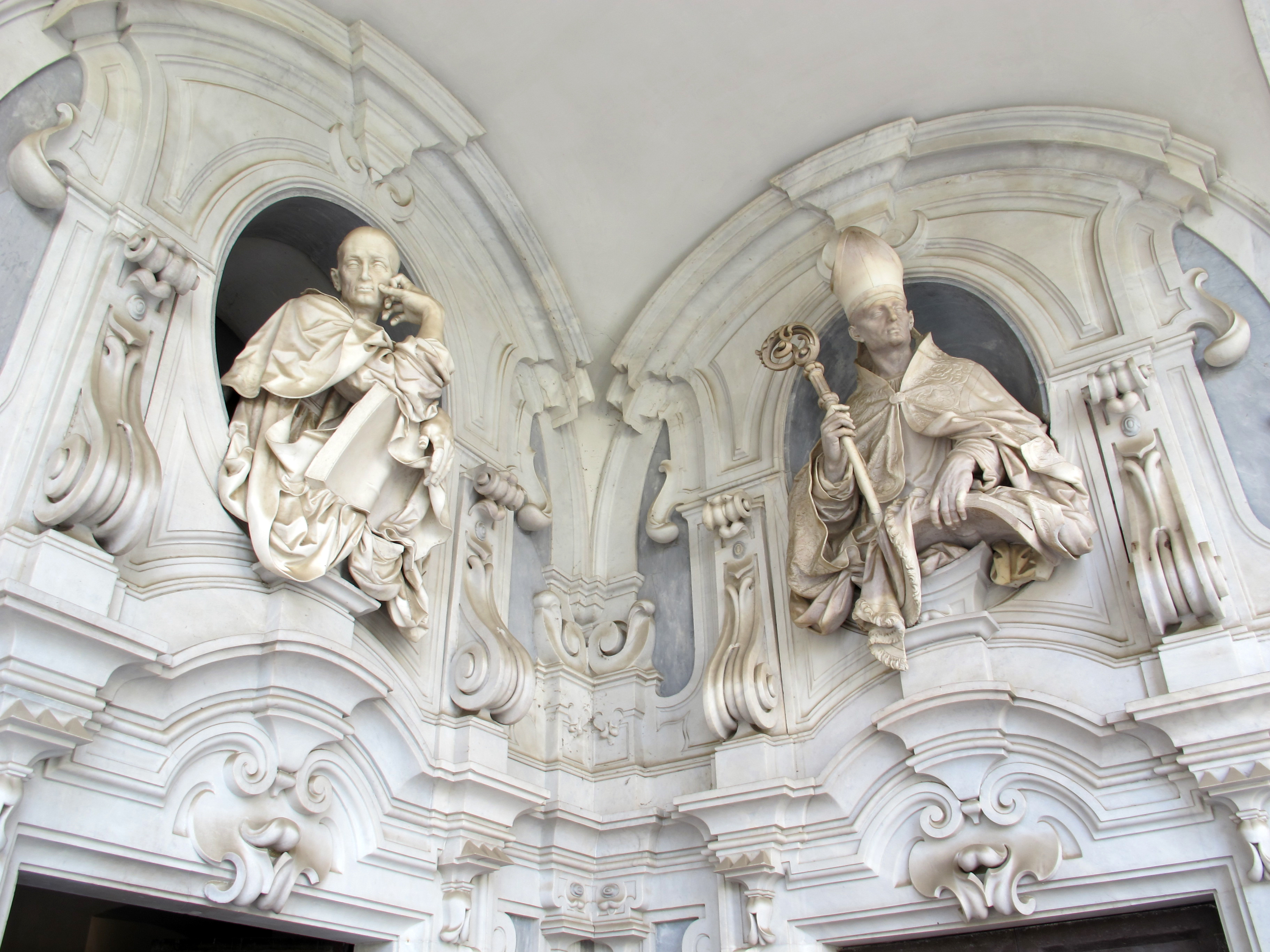
Büsten des Nicolò Albergati (links) und des Heiligen Martin (rechts) von Cosimo Fanzago und Domenico Antonio Vaccaro, Kreuzgang der Certosa di San Martino, Neapel
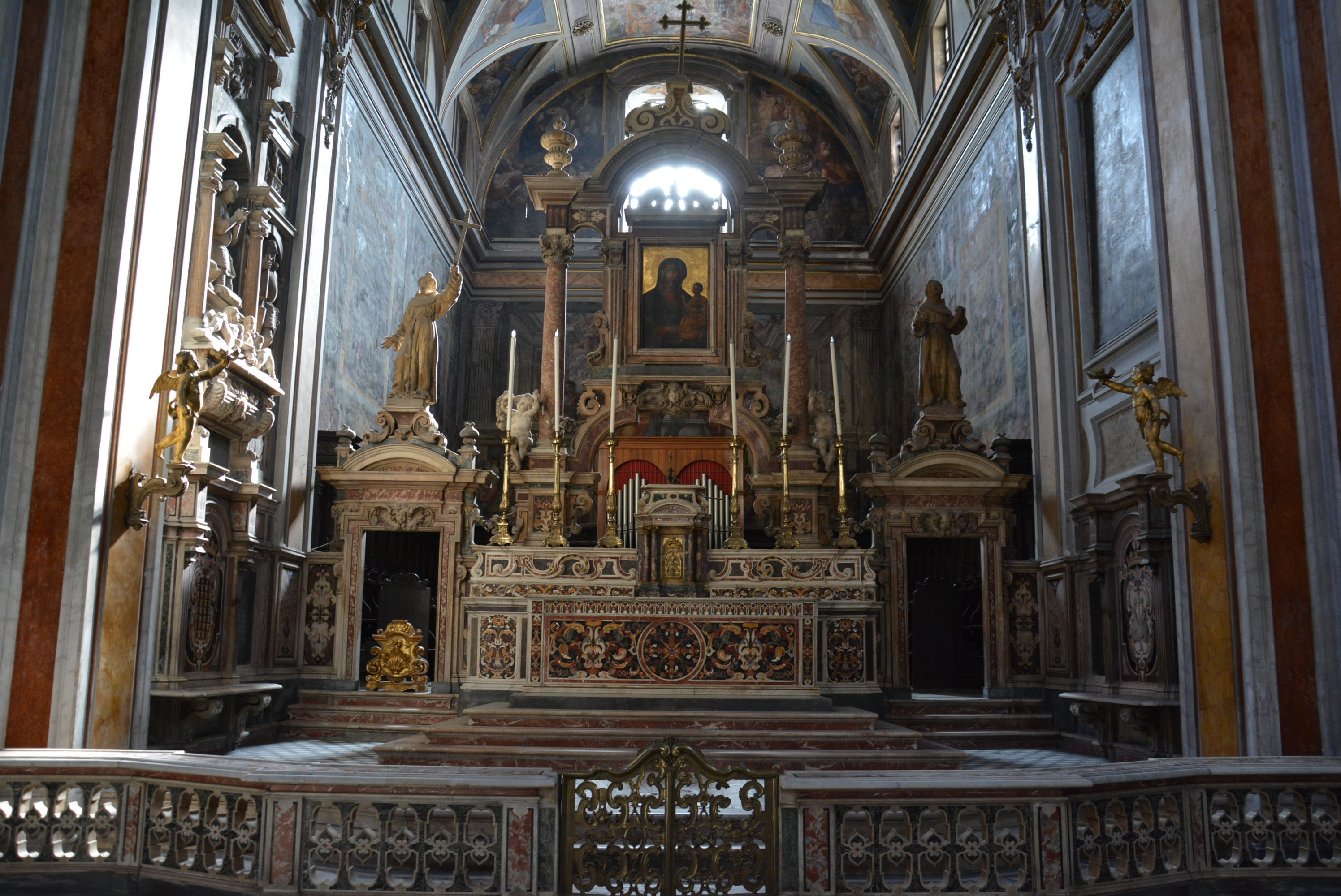
Hauptaltar der Kirche Santa Maria la Nova in Neapel
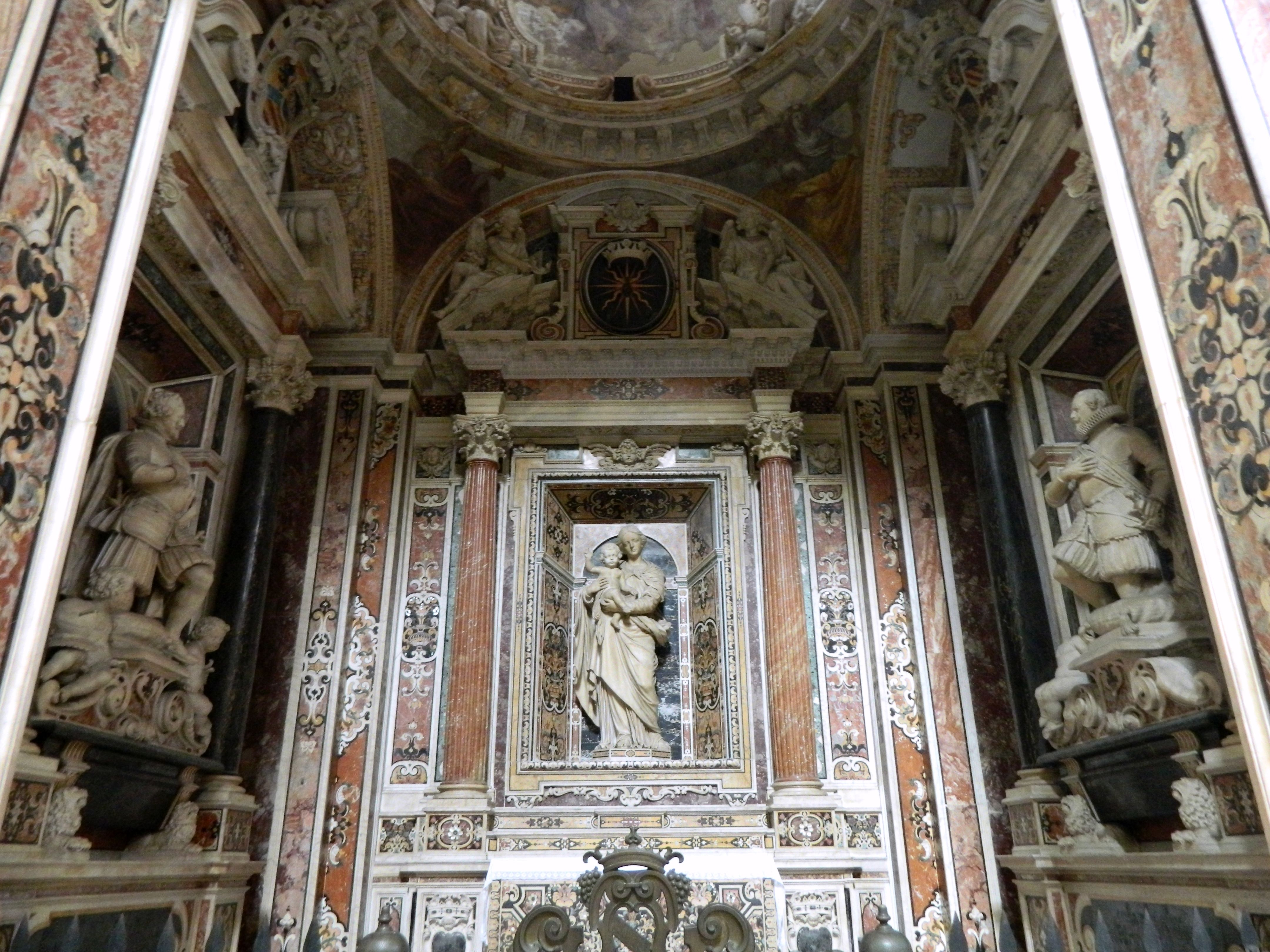
Cappella Firrao in San Paolo Maggiore
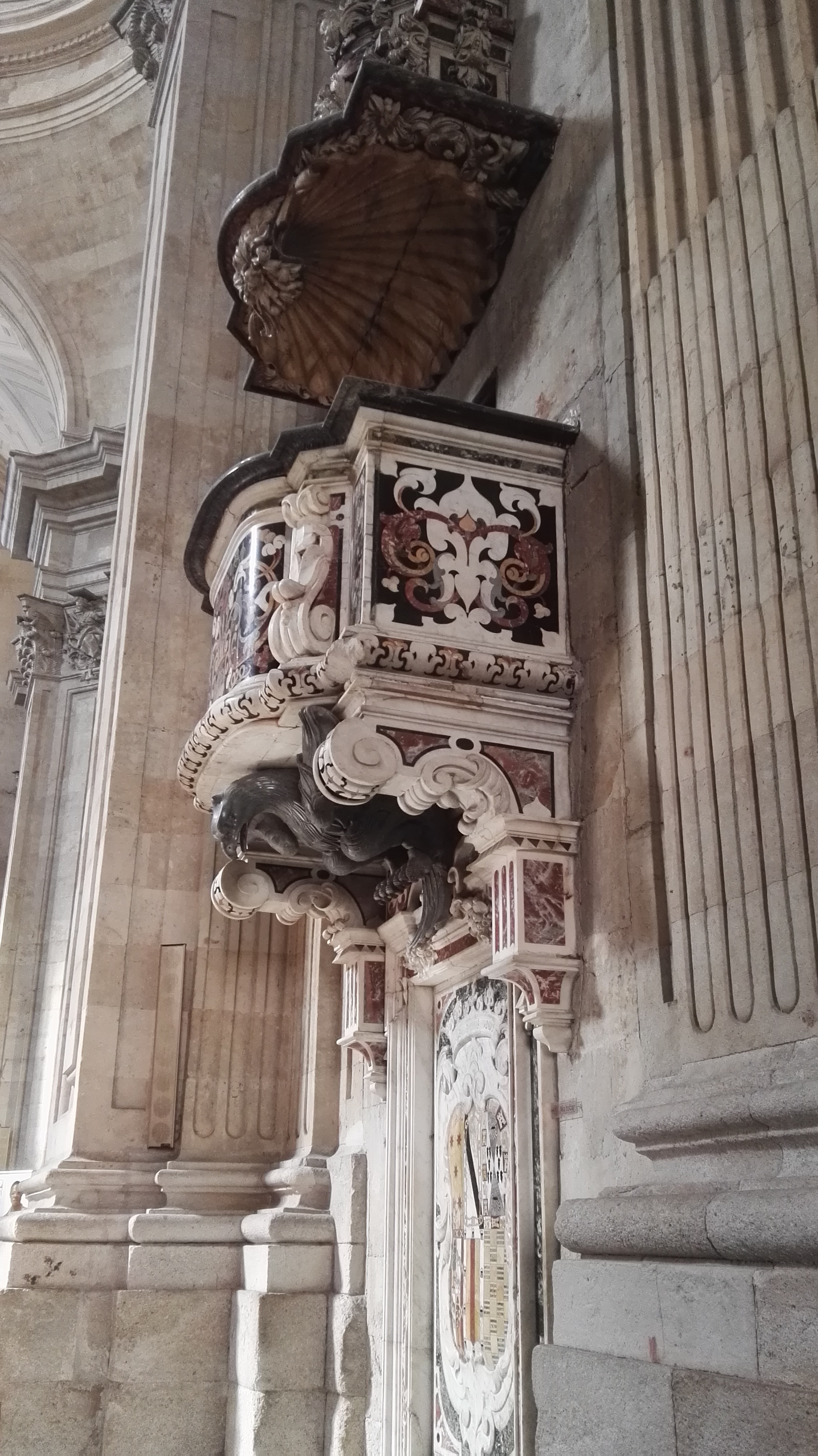
Kanzel nach Entwurf von Fanzago in der Iglesia de la Purísima, Salamanca (Spanien)
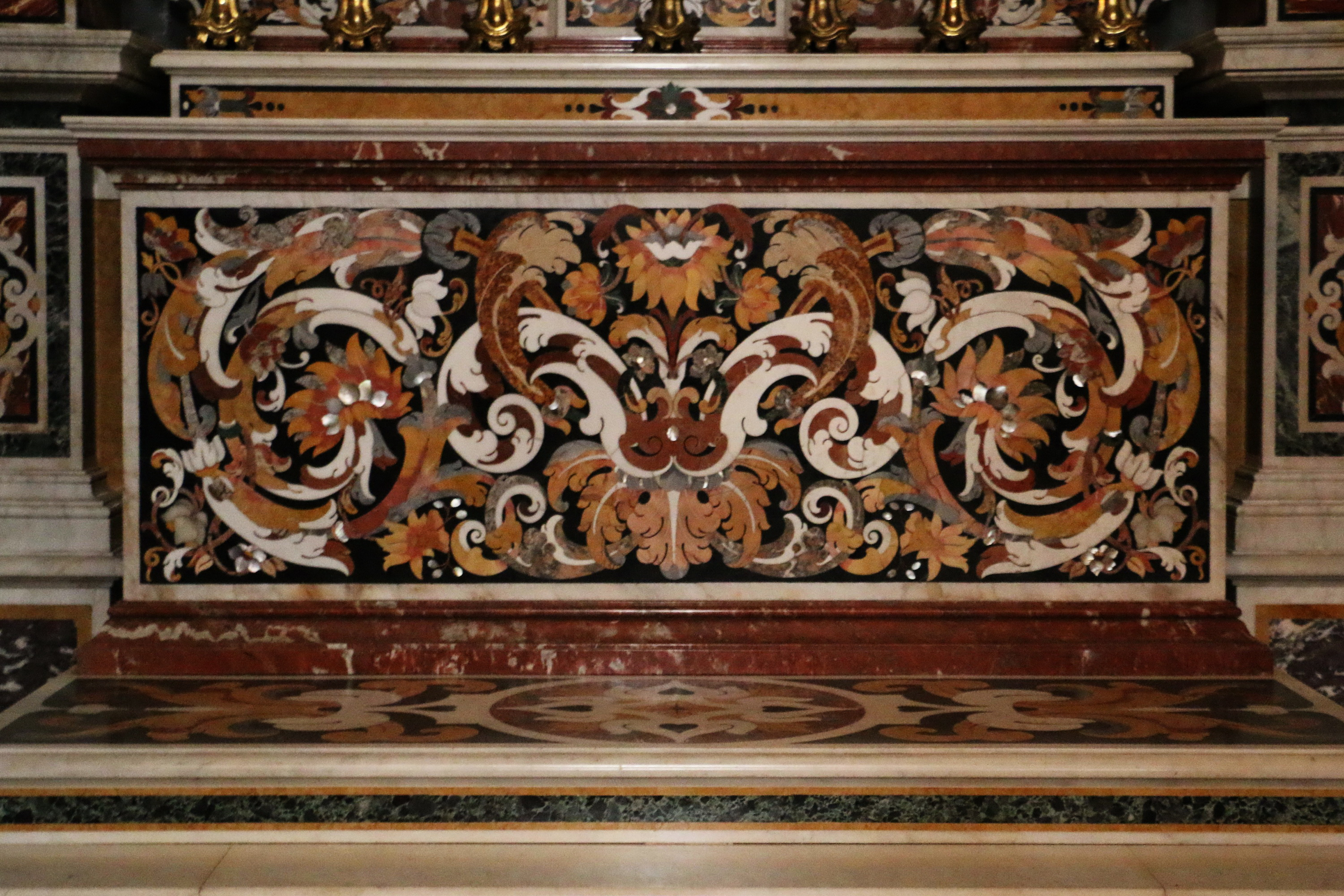
Der Marmordekor der im Zweiten Weltkrieg zerstörten und später rekonstruierten Abtei Montecassino wurde von Fanzago entworfen.
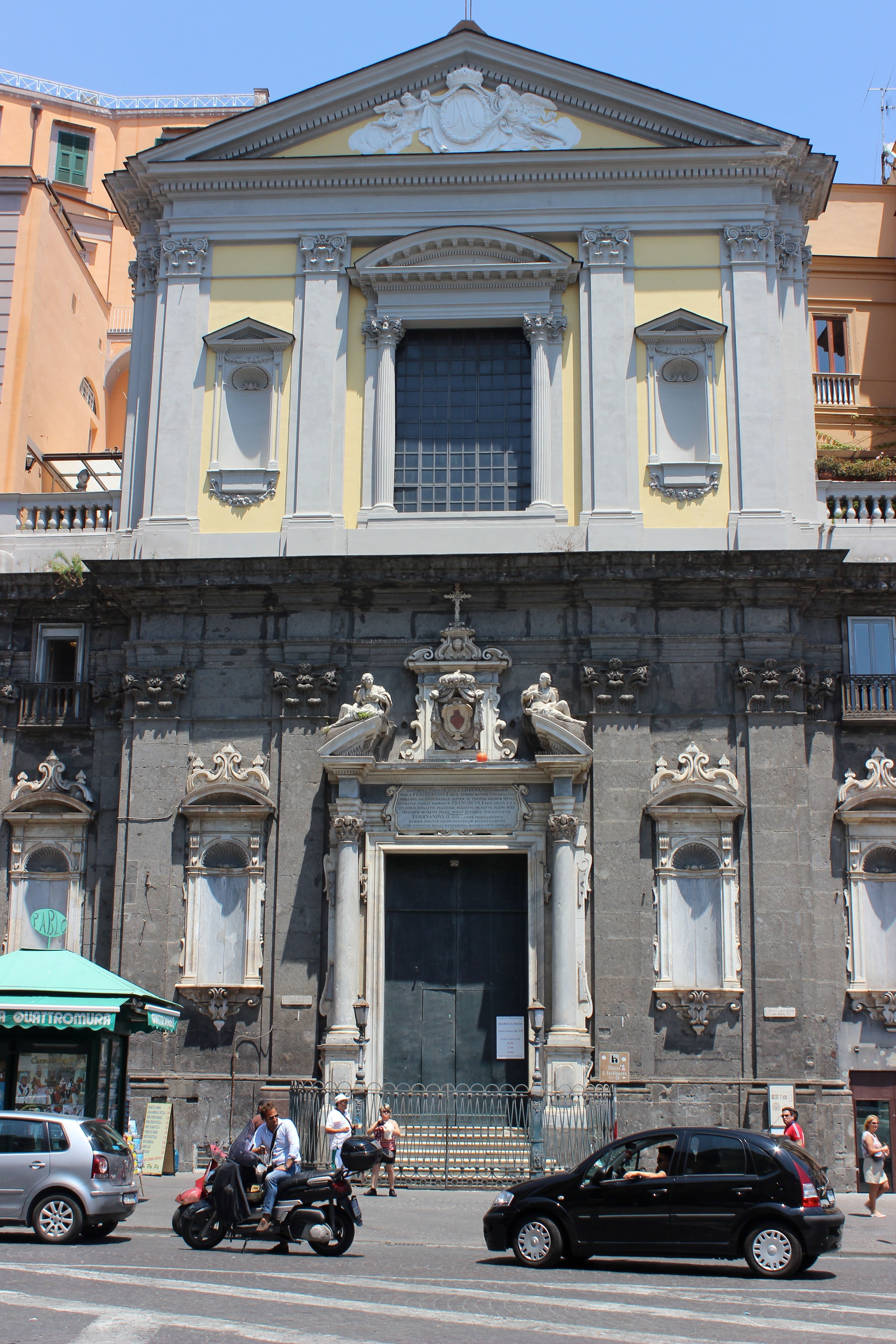
Fassade von San Ferdinando, Neapel
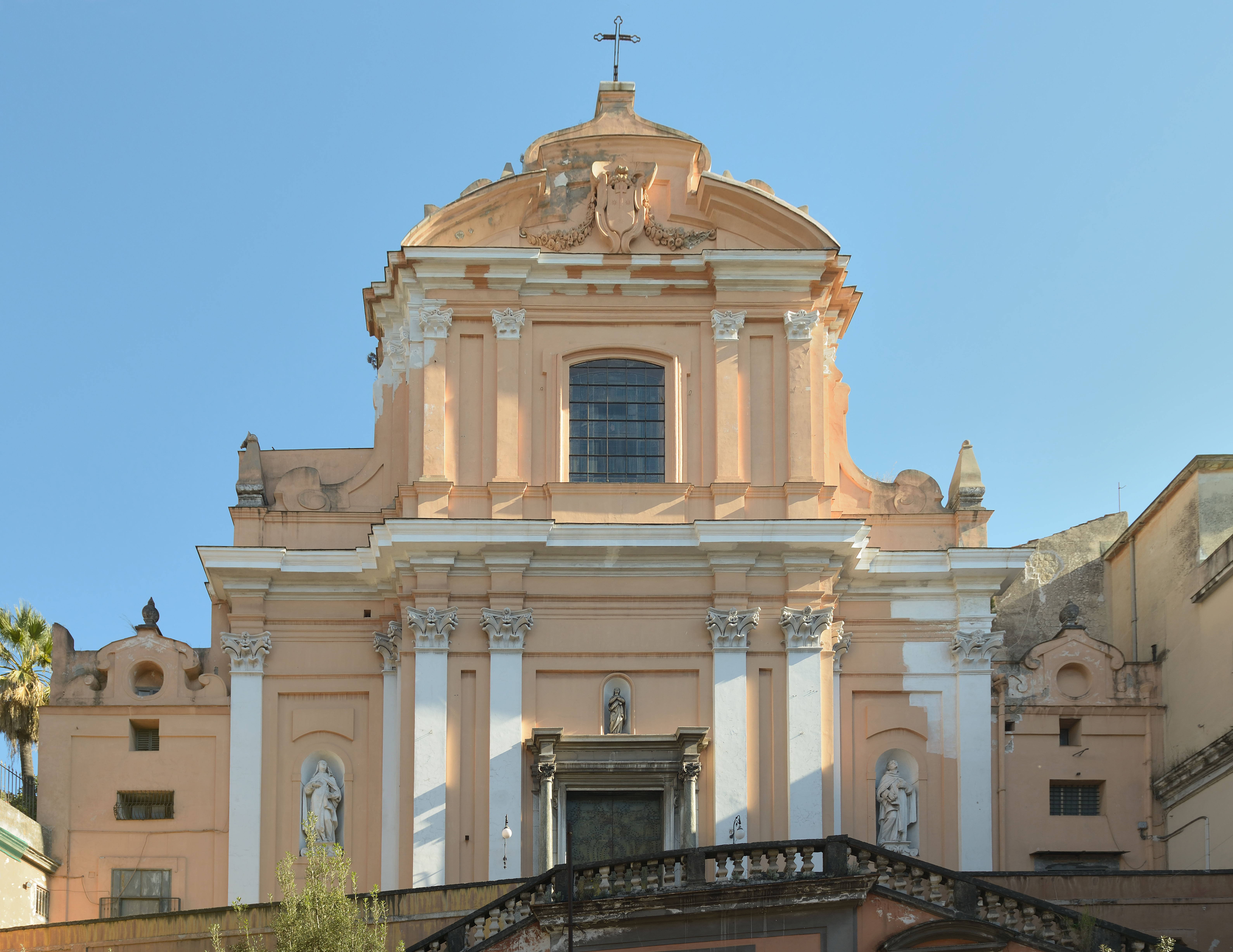
Fassade der Chiesa di Santa Teresa degli Scalzi, Neapel